# Pecker
Cet article possède un paronyme, voir Pecqueur.
Pour plus de détails, voir Fiche technique et Distribution.
Pecker est une comédie dramatique américaine réalisée par John Waters, sortie en 1998.

## Synopsis
Pecker vit paisiblement au rythme de la tranquille banlieue de Baltimore.
Sa fiancée s'occupe d'un Lavomatic, sa mère "relooke" des SDF, sa grand-mère converse avec la Vierge, sa sœur aînée travaille dans un bar de strip-teaseurs gay, sa petite sœur est accro au sucre et son meilleur ami passe son temps à faire de petits larcins. Autant de situations, de visages, de personnalités que Pecker prend un malin plaisir à photographier, et à exposer dans le fast-food ou il travaille. Mais lorsqu'un agent new-yorkais découvre son talent, il décide de l'exposer dans les plus grandes galeries de New York.
Pecker va passer du jour au lendemain de l'anonymat à la une de Vogue...

## Fiche technique
- Titre : Pecker
- Réalisation : John Waters
- Scénario : John Waters
- Musique : Stewart Copeland
- Production : Polar Entertainment (États-Unis)
- Producteur : Mark A. Baker, Mark Tarlov, John Fiedler
- Producteur exécutif : Joe Revitte, Joseph M. Caracciolo Jr., Jonathan Weisgal et Mark Ordesky
- Pays d'origine :  États-Unis
- Langue : Anglais
- Format : 35 mm, 1.85:1
- Genre : comédie dramatique
- Durée : 87 minutes
- Dates de sortie : 
  -  France : septembre 1998 (Festival du cinéma américain de Deauville)
  -  Canada : 11 septembre 1998 (Festival international du film de Toronto)
  -  États-Unis : 25 septembre 1998 (sortie limitée)
  -  France : 2 juin 1999

## Distribution
- Edward Furlong (VF : Alexis Tomassian) : Pecker
- Christina Ricci (VF : Marie-Eugénie Maréchal) : Shelley
- Lili Taylor (VF : Déborah Perret) : Rorey Wheeler
- Mary Kay Place : Joyce
- Martha Plimpton : Tina
- Brendan Sexton III : Matt
- Bess Armstrong : Dr Klompus
- Lauren Hulsey : Little Chrissy
- Mark Joy : Jimmy
- Mink Stole : Precinct Captain
- Patricia Hearst (VF : Marie-Laure Beneston) : Lynn Wentworth
- Jean Schertler : Memama
- Alan J. Wendl : M. Nellbox
- Cindy Sherman et Greg Gorman (en) : eux-mêmes
- Mary Vivian Pearce : la femme homophobe

 Source et légende : version française (VF) sur RS Doublage

## Bande originale
- Happy-Go-Lucky-Me - Paul Evans
- I'm A Nut - Leroy Pullins
- Uh! Oh! (Part 1) - The Nutty Squirrels
- Woo-Hoo - The Rock-A-Teens
- I'm Gonna Sit Right Down And Write Myself A Letter - Billy Williams
- Straight Boys - Vicky Randle & Stewart Copeland
- In The Mood - Henhouse Five Plus Too
- Baltimore, You're Home To Me - Dave Hardin
- Don't Drop The Soap (For Anyone Else But Me) - Stan Ridgway & Stewart Copeland (écrite par John Waters et Stewart Copeland)
- Pecker Man - Damecus Metoyer & Stewart Copeland
- Swamp Thing - The Grid